# Боро Петрушевски
Боро Петрушевски Папучар (Куманово, 1920 — Горанце, код Качаника, април 1943) био је учесник Народноослободилачке борбе и народни херој Југославије.

## Биографија
Рођен је 1920. године у Куманову у сиромашној породици. После завршетка основне школе, постао је шегрт у папуџијском занату. Убрзо се прикључио радничком покрету, учествовао у штрајковима и био активан у УРС-овим синдикатима и Савезу комунистичке омладине Југославије.
Као седамнаестогодишњак је на једном збору ућуткао полицијског писара и говорио против њега. Због тога је био ухапшен и истучен у затвору. После неколико дана је био пуштен, али је био под присмотром полиције.
Из Куманова се преселио у Скопље, где је такође радио код тамошњих папуџија. Тамо се исто прикључио синдикалном покрету и био изабран у штрајкачки одбор. Крајем 1939. године, примљен је за члана Комунистичке партије Југославије.
После капитулације Југославије у априлу 1941. године, био је изабран за секретара партијске ћелије кожарских радника. Истоврмено је радио легално као сластичар, а илегално на партијској техници. Бугарска полиција је сазнала да се код њега налазила машина за умнажање илегалног материјала, па су опколили кућу. Боро је успео да побегне са машином, након чега се прикључио борцима Скопског партизанског одреда. После два месеца, новембра 1941. године, одред је био расформиран. Боро се вратио у Скопље, где је до пролећа 1942. године живео као илегалац. Тада је отишао у Велешки партизански одред Димитар Влахов „Димитар Влахов“, а затим у Други скопски партизански одред, где је био политички комесар чете.
Истакао се у борбама код манастира Благовести, у подножју Скопске Црне горе и код села Бинеч.
У пролеће 1943. године, био је по специјалном задатку на Косову. Када се враћа са Косова, априла 1943. године, код села Горанце близу Качаника, наишао је на непријатељску заседу и погинуо у оружаном сукобу.
Указом Президијума Народне скупштине Федеративне Народне Републике Југославије, 20. децембра 1951. године, проглашен је за народног хероја.